# Richard Walter (Politiker)
Richard Walter (* 7. Juli 1844 in Halle an der Saale; † 18. Oktober 1909) war Mühlenbesitzer und Mitglied des Deutschen Reichstags.

## Leben
Walter besuchte das Realgymnasium in Halle a. d. Saale. Er lernte als Kaufmann und studierte darauf Chemie. Von 1872 bis 1876 war er Direktor der Hall. Zuckersiederei in Halle a. d. Saale. Er machte den Krieg gegen Frankreich 1870/71 im Magdeburgischen Füsilier-Regiment Nr. 36 mit. Seit November 1876 war er in Thüringen angesiedelt, wo er Mühlenbesitzer in Großheringen war.
Von 1893 bis 1898 war er Mitglied des Deutschen Reichstags für den Reichstagswahlkreis Großherzogtum Sachsen-Weimar-Eisenach 3 (Jena – Neustadt an der Orla) und die Nationalliberale Partei.